# Persone di nome Michele/Politici
| Questa pagina contiene informazioni ricavate automaticamente dalle voci biografiche con l'ausilio del template Bio e di un bot. L'aggiornamento è periodico e automatico e ricostruisce completamente la pagina. Se manca una persona in questa lista, sei pregato di non aggiungerla, ma accertati piuttosto che la sua voce biografica contenga il template Bio e che i dati anagrafici siano correttamente compilati. Se il template Bio manca, inseriscilo tu stesso o, in alternativa, metti l'avviso {{tmp\|Bio}} che ne segnala la mancanza. Se i dati riportati sono sbagliati, correggi direttamente la voce biografica; le modifiche saranno visibili in questa lista entro pochi giorni. Per chiarimenti vedi il progetto antroponimi. La lista contiene solo le 136 persone che sono citate nell'enciclopedia e per le quali è stato implementato correttamente il template Bio. Pagina aggiornata al 6 ago 2025. |

Questa è una lista di persone presenti nell'enciclopedia che hanno il nome Michele e sono politici.

## A(10)
- Michele Abbate, politico italiano (Caltanissetta, n. 1950 - Caltanissetta, † 1999)
- Michele Abbate, politico italiano (Airola, n. 1934 - Airola, † 2012)
- Michele Achilli, politico e urbanista italiano (Milano, n. 1931 - Milano, † 2023)
- Michele Amadei, politico, sindacalista e giornalista italiano (Roma, n. 1839 - Roma, † 1906)
- Michele Amari, politico e patriota italiano (Palermo, n. 1803 - Palermo, † 1877)
- Michele Amato Pojero, politico italiano (Palermo, n. 1850 - Palermo, † 1914)
- Michele Amorena, politico italiano (Ponte di Piave, n. 1946 - † 1999)
- Michele Anfossi, politico italiano (Taggia, n. 1819 - Taggia, † 1888)
- Michele Anzaldi, politico e giornalista italiano (Palermo, n. 1960)
- Michele Armentani, politico italiano (Massafra, n. 1938 - Taranto, † 2021)

## B(11)
- Michele Barbaro, politico italiano (Reggio Calabria, n. 1894 - Reggio Calabria, † 1965)
- Michele Barcaiuolo, politico italiano (Modena, n. 1979)
- Michele Basile, politico italiano (Vibo Valentia, n. 1915 - † 1974)
- Michele Bassi, politico italiano (Carpineto, n. 1764 - Chieti, † 1819)
- Michele Bellomo, politico italiano (Caltanissetta, n. 1932)
- Michele Bianchi, politico, sindacalista e giornalista italiano (Belmonte Calabro, n. 1883 - Roma, † 1930)
- Michele Bianco, politico e avvocato italiano (Miglionico, n. 1895 - Matera, † 1981)
- Michele Boccardi, politico italiano (Bari, n. 1968)
- Michele Bonatesta, politico e giornalista italiano (Viterbo, n. 1942 - Viterbo, † 2024)
- Michele Bordo, politico italiano (Manfredonia, n. 1973)
- Michele Buquicchio, politico e giurista italiano (Andria, n. 1945)

## C(17)
- Michele Caccavale, politico italiano (Marciana, n. 1947 - Roma, † 2019)
- Michele Campisi, politico italiano (Caltanissetta, n. 1963)
- Michele Cappella, politico italiano (Grammichele, n. 1953)
- Michele Casino, politico italiano (Irsina, n. 1960)
- Michele Celidonio, politico e imprenditore italiano (Sulmona, n. 1913 - † 2000)
- Michele Ceriana Mayneri, politico e calciatore italiano (Torino, n. 1861 - Torino, † 1930)
- Michele Chimenti, politico italiano (Partinico, n. 1942)
- Michele Ciafardini, politico italiano (Sulmona, n. 1932 - Pescara, † 1990)
- Michele Cifarelli, politico italiano (Bari, n. 1913 - Roma, † 1998)
- Michele Columbu, politico e scrittore italiano (Ollolai, n. 1914 - Cagliari, † 2012)
- Michele Conti, politico italiano (Pisa, n. 1970)
- Michele Coppino, politico italiano (Alba, n. 1822 - Alba, † 1901)
- Michele Corinaldi, politico italiano (Pisa, n. 1811 - Pisa, † 1874)
- Michele Cortese, politico italiano (Siracusa, n. 1935)
- Michele Cossa, politico italiano (Sestu, n. 1960)
- Michele Crisafulli Mondìo, politico italiano (Messina, n. 1881 - Savoca, † 1943)
- Michele Critoboulos, politico e storico bizantino (n. 1410 - † 1470)

## D(11)
- Michele D'Ambrosio, politico italiano (Bonito, n. 1944 - Roma, † 2010)
- Michele D'Amico, politico italiano (Ribera, n. 1900 - Ribera, † 1980)
- Michele De Capua, politico italiano (Bitonto, n. 1913 - Roma, † 1974)
- Michele De Luca, politico italiano (Parghelia, n. 1938)
- Michele De Lucia, politico, giornalista e saggista italiano (Roma, n. 1972)
- Michele De Martiis, politico italiano (Pescara, n. 1926 - Pescara, † 2019)
- Michele De Pascale, politico italiano (Cesena, n. 1985)
- Michele De Pietro, politico e avvocato italiano (Cursi, n. 1884 - Lecce, † 1967)
- Michele Dell'Orco, politico italiano (Pavullo nel Frignano, n. 1985)
- Michele Di Martino, politico italiano (Cagliari, n. 1930 - Cagliari, † 2023)
- Michele da Montopoli, politico e condottiero italiano (Montopoli in Val d'Arno - Pisa, † 1530)

## E(2)
- Michele Emiliano, politico e magistrato italiano (Bari, n. 1959)
- Michele Errico, politico italiano (Brindisi, n. 1944)

## F(6)
- Michele Faglia, politico e architetto italiano (Milano, n. 1948)
- Michele Fazioli, politico italiano (Ancona, n. 1819 - Ancona, † 1904)
- Michele Fina, politico italiano (Avezzano, n. 1978)
- Michele Florino, politico italiano (Napoli, n. 1940)
- Michele Foletti, politico svizzero (Lugano, n. 1966)
- Michele Forte, politico italiano (Formia, n. 1938 - Formia, † 2016)

## G(11)
- Michele Galante, politico italiano (San Marco in Lamis, n. 1948)
- Michele Galli, politico italiano (Cesena, n. 1900 - † 1976)
- Michele Galvagno, politico italiano (Centuripe, n. 1954)
- Michele Geraci, politico italiano (Palermo, n. 1967)
- Michele Gesualdi, politico, sindacalista e scrittore italiano (Bovino, n. 1943 - Calenzano, † 2018)
- Michele Giardiello, politico italiano (Acerra, n. 1956)
- Michele Graduata, politico italiano (Mesagne, n. 1943)
- Michele Guanti, politico italiano (Matera, n. 1915 - Matera, † 2013)
- Michele Gubitosa, politico e imprenditore italiano (Atripalda, n. 1979)
- Michele Guerra, politico italiano (Parma, n. 1982)
- Gutierrez Michele Spadafora, politico italiano (Palermo, n. 1903 - Venetico, † 1987)

## I(1)
- Michele Iacobucci, politico italiano (L'Aquila, n. 1832 - L'Aquila, † 1891)

## L(3)
- Michele Lanzetta, politico italiano (Monte Sant'Angelo, n. 1896 - † 1974)
- Michele Lauria, politico e scrittore italiano (Enna, n. 1942)
- Michele Lissia, politico italiano (Tempio Pausania, n. 1981)

## M(17)
- Michele Mancino, politico italiano (Genzano di Lucania, n. 1896 - Latina, † 1995)
- Michele Marchio, politico e avvocato italiano (Andria, n. 1929 - Roma, † 1990)
- Michele Marini, politico italiano (Frosinone, n. 1961)
- Michele Marotta, politico italiano (Potenza, n. 1913 - † 1972)
- Michele Martina, politico italiano (San Pietro di Gorizia, n. 1926 - Gorizia, † 2014)
- Michele de' Medici di Ottajano, politico italiano (Napoli, n. 1823 - Napoli, † 1882)
- Michele Megale, politico italiano (Nicosia, n. 1930 - Trapani, † 2021)
- Mike Merlo, politico e mafioso italiano (Sambuca Zabut, n. 1880 - Chicago, † 1924)
- Michele Pompeo Meta, politico italiano (Villa Santa Lucia, n. 1953)
- Michele Miani, politico italiano (Visignano, n. 1888 - Trieste, † 1980)
- Michele di Lando, politico italiano (Firenze, n. 1343 - Lucca, † 1401)
- Michele Miraglia, politico italiano (Taranto, n. 1935 - Carovigno, † 2023)
- Michele Mognato, politico italiano (Venezia, n. 1961)
- Michele Morardet, politico italiano (Milano, n. 1810 - Milano, † 1868)
- Michele Morini, politico italiano (Oleggio, n. 1818 - Novara, † 1886)
- Michele Muratori, politico sammarinese (Borgo Maggiore, n. 1983)
- Michele Musolino, politico italiano (Reggio Calabria, n. 1935 - Reggio Calabria, † 1989)

## P(17)
- Michele Palatini, politico italiano (Padova, n. 1855 - Belluno, † 1914)
- Michele Papandrea, politico e militare italiano (Nuoro, n. 1881 - Col d'Echele, † 1918)
- Michele Pascolato, politico e avvocato italiano (Venezia, n. 1907 - San Paolo del Brasile, † 1988)
- Michele Paternò Castello di Bicocca, politico italiano (n. 1837 - Catania, † 1919)
- Michele Pazienza, politico e avvocato italiano (Napoli, n. 1928 - Roma, † 2013)
- Michele Pelillo, politico italiano (Taranto, n. 1957)
- Michele Peressini, politico italiano (Udine, n. 1837)
- Michele Picaro, politico italiano (Bari, n. 1981)
- Michele Gaetano Pierangeli, politico e medico italiano (Torre de' Passeri, n. 1924 - Roma, † 1998)
- Michele Pinto, politico italiano (Teggiano, n. 1931)
- Michele Piras, politico italiano (Darmstadt, n. 1972)
- Michele Pironti, politico e patriota italiano (Montoro, n. 1814 - Torre del Greco, † 1885)
- Michele Pisacane, politico italiano (Agerola, n. 1959)
- Michele Pistillo, politico italiano (San Severo, n. 1926 - Roma, † 2019)
- Michele Porcari, politico e avvocato italiano (Matera, n. 1959)
- Michele Protano, politico italiano (Vieste, n. 1927 - Foggia, † 2007)
- Michele Saverio Provana del Sabbione, politico italiano (Torino, n. 1770 - Torino, † 1837)

## R(3)
- Michele Ragosta, politico italiano (Salerno, n. 1955)
- Michele Rallo, politico e saggista italiano (Trapani, n. 1946)
- Michele Reina, politico italiano (Palermo, n. 1930 - Palermo, † 1979)

## S(9)
- Michele Saccomanno, politico italiano (Torre Santa Susanna, n. 1951)
- Michele Sala, politico italiano (Altofonte, n. 1900 - Palermo, † 1973)
- Michele Schiano di Visconti, politico italiano (Mugnano di Napoli, n. 1962)
- Michele Scianatico, politico e imprenditore italiano (Bari, n. 1920 - † 2004)
- Michele Scozia, politico italiano (Salerno, n. 1928 - † 1995)
- Michele Sellitti, politico italiano (Nocera Inferiore, n. 1936 - Nocera Inferiore, † 2022)
- Michele Sodano, politico italiano (Agrigento, n. 1989)
- Michele Steno, politico e diplomatico italiano (Venezia - Venezia, † 1413)
- Michele Stornello, politico italiano (Leonforte, n. 1952)

## T(7)
- Michele Tantalo, politico italiano (Matera, n. 1929 - Matera, † 2020)
- Michele Tedeschi Rizzone, politico, patriota e militare italiano (Modica, n. 1840 - Pozzallo, † 1898)
- Michele Terzaghi, politico italiano (Livorno, n. 1883 - Milano, † 1965)
- Michele Tortora, politico italiano
- Michele Traversa, politico e sindacalista italiano (Botricello, n. 1948 - Catanzaro, † 2025)
- Michele Troisi, politico italiano (Tufo, n. 1906 - Bari, † 1961)
- Michele Tucci, politico italiano (Taranto, n. 1948)

## V(6)
- Michele Valenti, politico italiano (Parma, n. 1894 - Roma, † 1949)
- Michele Ventura, politico italiano (Sesto Fiorentino, n. 1943)
- Michele Vianello, politico italiano (Venezia, n. 1953)
- Michele Vietti, politico e avvocato italiano (Lanzo Torinese, n. 1954)
- Michele Viscardi, politico italiano (Napoli, n. 1939)
- Michele Vocino, politico italiano (Peschici, n. 1881 - Roma, † 1965)

## Z(5)
- Michele Zanche, politico italiano (n. 1203 - Sassari, † 1275)
- Michele Zanetti, politico e giurista italiano (Trieste, n. 1940)
- Michele Zolla, politico e funzionario italiano (Armeno, n. 1932 - Roma, † 2024)
- Michele Zuccalà, politico italiano (Mirabella Imbaccari, n. 1924 - † 2006)
- Michele Zuin, politico italiano (Venezia, n. 1966)